# Marie-Amélie Seigner
Pour les articles homonymes, voir Seigner.
 (décembre 2017).
Marie-Amélie Seigner est une auteure-compositrice-interprète française née le 18 juillet 1973.

## Biographie

### Enfance
Elle est la benjamine d'une fratrie de trois filles. Ses sœurs sont l'actrice et chanteuse Emmanuelle Seigner (1966), et l'actrice Mathilde Seigner (1968). Elle est la fille de Jean-Louis Seigner (1941-2020), photographe, et d'Aline Ponelle, journaliste. Par son père, elle est la petite-fille de Louis Seigner (1903-1991) et la nièce de Françoise Seigner (1928-2008), tous deux sociétaires de la Comédie-Française. Elle est la nièce de Véronique Vasseur.
Marie-Amélie évolue dès son plus jeune âge dans le milieu artistique. Admiratrice de Jacques Brel, Barbara et Gilbert Bécaud, qu'elle appelle les « 3B », elle se lance dans une carrière musicale, après une expérience de comédienne dans La Vie moderne (2000) de Laurence Ferreira Barbosa. 
Elle écrit ses premiers textes et commence sa carrière auprès de Christophe, dans les studios Ferber.

### Albums
En 2005, elle publie Merci pour les fleurs, enregistré en partie avec Benjamin Biolay qui y signe plusieurs titres. Cet album contient aussi les signatures de Jean-Claude Vannier, Daniel Seff ou Art Mengo. 
Fin 2009, Marie-Amélie propose ses titres sur le site du label communautaire My Major Company. Elle atteint les 100 000 euros requis pour la production de son album grâce à ses 1 371 producteurs. Plusieurs noms connus figurent au crédit de ce deuxième album, Jérôme Attal, Stanislas Renoult, Pierre Lapointe, Jean-Louis Seigner et William Rousseau qui réalise l'album. Deux singles en seront extraits : On se regardait (2010), suivi de Mon joli prince (2011), une chanson dans laquelle elle déclare son amour au prince William.
Son troisième album, enregistré sous la direction artistique de Léonard Lasry, sort en 2017.

### Collaborations
Marie-Amélie Seigner interprète Bonne nouvelle sur l'album concept ElleSonParis. 
Outre son parcours discographique, Marie-Amélie signe des DJ set[réf. souhaitée] et sound design[réf. souhaitée] pour des lieux ou marques de mode.

## Discographie

### Albums
| Année | Titre                           |
| ----- | ------------------------------- |
| 2005  | Merci pour les fleurs           |
| 2010  | Dans un vertige                 |
| 2017  | Dans les bars des grands hôtels |

### Singles
- 2010 : On se regardait
- 2011 : Mon joli prince